# Hitchcock (pel·lícula)
Hitchcock és una pel·lícula biogràfica estatunidenca del 2012 dirigida per Sacha Gervasi, basada en el llibre de no-ficció Alfred Hitchcock and the Making of Psycho de Stephen Rebello. La pel·lícula es va estrenar en algunes ciutats el 23 de novembre de 2012 i l'estrena mundial va ser el 14 de desembre de 2012. A Catalunya es va estrenar el 1r de febrer de 2013.
Hitchcock se centra en la relació entre el director cinematogràfic Alfred Hitchcock (Anthony Hopkins) i la seva dona Alma Reville (Helen Mirren) durant el rodatge de Psicosi, una pel·lícula de terror controvertida que esdevingué un dels treballs més aclamats i influents de la carrera del director.
La pel·lícula ha estat doblada al català.

## Repartiment
- Anthony Hopkins com a Alfred Hitchcock
- Helen Mirren com a Alma Reville
- Scarlett Johansson com a Janet Leigh
- Toni Collette com a Peggy
- Danny Huston com a Whitfield Cook
- Jessica Biel com a Vera Miles
- Michael Stuhlbarg com a Lew Wasserman
- James D'Arcy com a Anthony Perkins
- Michael Wincott com a Ed Gein
- Kurtwood Smith com a Geoffrey Shurlock
- Richard Portnow com a Barney Balaban
- Ralph Macchio com a Joseph Stefano
- Wallace Langham com a Saul Bass
- Paul Schackman com a Bernard Herrmann
- Richard Chassler com a Martin Balsam
- Josh Yeo com a John Gavin

## Premis i nominacions
| Premi                                       | Categoria                            | Guardonats i nominats                                                                                           | Resultat   |
| ------------------------------------------- | ------------------------------------ | --- | ---------- |
| Premis Oscar                                | Millor maquillatge                   | Howard Berger, Peter Montagna i Martin Samuel                                                                   | Nominats   |
| Alliance of Women Film Journalists          | Actriu desafiant l'edat i l'edatisme | Helen Mirren | Nominada   |
| Premi BAFTA                                 | Millor actriu                        | Helen Mirren | Nominada   |
| Premi BAFTA                                 | Millor maquillatge i perruqueria     | | Nominat    |
| Dallas-Fort Worth Film Critics Association  | Millor actriu                        | Helen Mirren | Nominada   |
| Globus d'Or                                 | Millor actriu dramàtica              | Helen Mirren | Nominada   |
| Houston Film Critics Society                | Millor banda sonora                  | | Nominada   |
| London Film Critics Circle                  | Millor actriu britànica de l'any     | Helen Mirren | Nominada   |
| Phoenix Film Critics Society                | Millor actor                         | Anthony Hopkins                                                                                                 | Nominat    |
| Phoenix Film Critics Society                | Millor banda sonora original         | Danny Elfman | Nominat    |
| Premis Saturn                               | Millor pel·lícula independent        | | Nominada   |
| Premis Saturn                               | Millor actriu                        | Helen Mirren | Nominada   |
| Premis Saturn                               | Millor maquillatge                   | Gregory Nicotero, Howard Berger, Peter Montagna i Julie Hewitt                                                  | Nominats   |
| Premi del Sindicat d'Actors de Cinema       | Millor actriu                        | Helen Mirren | Nominada   |
| St. Louis Gateway Film Critics Association  | Millor actriu                        | Helen Mirren | Nominada   |
| St. Louis Gateway Film Critics Association  | Millor escena                        | Anthony Hopkins a l'entrada dirigint la música / la reacció del públic durant l'escena de la dutxa de "Psicosi" | Guanyadora |
| Washington DC Area Film Critics Association | Millor actriu                        | Helen Mirren | Nominada   |